# Nikolái Rizhkov
Nikolái Ivánovich Rizhkov (en ucraniano: Микола Іванович Рижков; en ruso: Никола́й Ива́нович Рыжко́в; Toretsk, Óblast de Donetsk, República Socialista Soviética de Ucrania, 28 de septiembre de 1929 - Moscú, 28 de febrero de 2024) fue un político ucraniano y dirigente soviético. Fue Presidente del Consejo de Ministros de la URSS entre 1985 y 1991, durante la época de la Glásnost y la Perestroika de Mijaíl Gorbachov.

## Biografía
Un tecnócrata, Rizhkov ascendió en la burocracia tras trabajar como soldador en la planta Uralmash de Sverdlovsk, ser ascendido a ingeniero jefe y, entre 1970-1975, a director de Uralmash Producciones Unidas, una de las mayores empresas soviéticas. Afiliado al Partido Comunista de la Unión Soviética desde 1956, fue nombrado Primer Viceministro para la Construcción de Maquinaria Pesada y de Transporte en 1975. En 1979, fue designado Primer Vicepresidente de la agencia de planificación soviética, el Gosplán. En 1981 fue elegido miembro del Comité Central del PCUS. El 22 de noviembre de 1982, tras la muerte de Leonid Brézhnev y la llegada al poder de Yuri Andrópov, fue nombrado secretario del Comité Central, así como jefe de su Departamento Económico. Tras la llegada al poder de Gorbachov, Rizhkov entró en el Politburó el 23 de abril de 1985. Cinco meses más tarde, el 27 de septiembre, Rizhkov sustituía al octogenario primer ministro Nikolái Tíjonov. 

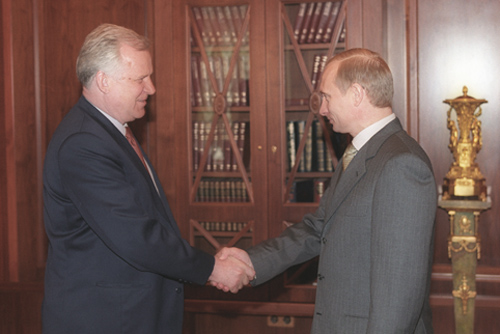
Nikolái Rizhkov junto con Vladímir Putin.

Rizhkov apoyó el intento de Gorbachov de revivir y reestructurar la economía soviética a través de la descentralización de la planificación e introduciendo nuevas tecnologías. Sin embargo, se resistió a los posteriores intentos de Gorbachov de introducir mecanismos de mercado en la economía soviética. Cuando el Politburó fue reestructurado en el 28.º Congreso del Partido Comunista en julio de 1990, todos los miembros del Gobierno excepto Gorbachov fueron excluidos, por lo que Rizhkov perdió su puesto en el órgano de mayor poder del país. En diciembre de 1990 fue hospitalizado tras un ataque cardiaco y, tras su recuperación, el Soviet Supremo adoptó una nueva ley reemplazando el Consejo de Ministros de la URSS por un nuevo Gabinete de Ministros. La ley fue aprobada el 26 de diciembre, aunque la nueva estructura no se puso en marcha hasta el 14 de enero de 1991, cuando Valentín Pávlov sustituyó a Rizhkov como primer ministro. 
Tras reincorporarse a la política a comienzos de 1991, Rizhkov fue elegido candidato comunista en las primeras elecciones presidenciales de Rusia, el 12 de junio de 1991. Obtuvo el segundo lugar, con un 17% de los votos, frente a la aplastante mayoría de Borís Yeltsin, que se impuso con el 57%. Rizhkov se retiró entonces de la política, trabajando en los siguientes años del naciente capitalismo ruso en empresas financieras. En diciembre de 1995 volvió a la política, siendo elegido diputado de la Duma Estatal (Parlamento ruso) por el bloque Poder para el Pueblo, siendo elegido en 1996 portavoz del grupo parlamentario Poder Popular en la Duma. A finales de los años 90 participó en la alianza liderada por el Partido Comunista de la Federación Rusa conocida como Unión Popular Patriótica de Rusia.
Falleció el 28 de febrero de 2024.